# Van Wyck Brooks
Van Wyck Brooks (Plainfield, 16 febbraio 1886 – Bridgewater, 2 maggio 1963) è stato uno storico e critico letterario statunitense.

## Biografia
Laureato alla Harvard University nel 1908. La sua opera più nota è Makers and Finders, in cinque volumi (1936-1952), dedicata all'evoluzione della letteratura americana nel XIX secolo. Nel 1937, Brooks riceve il Premio Pulitzer per la storia per il secondo volume della sua opera storico-letteraria, intitolato The Flowering of New England.
I suoi saggi, che furono best seller negli anni '40, esplorano la relazione fra gli scrittori e la società, unendo l'analisi del periodo storico al gusto per il linguaggio, denunciando i limiti della società e le contraddizioni. In New England: Indian Summer (1940), per esempio, Brooks sottolinea come John William De Forest sia indissolubilmente legato all'epoca che seguì alla Guerra Civile Americana, e attribuisce la grandezza di Emily Dickinson alla bellezza delle sue descrizioni.
Con la sua prima produzione saggistica, The Wine of the Puritans (1908), The Malady of the Ideal (1913) e America's Coming-of-Age (1915), Brooks denuncia l'effetto deleterio dell'eredità puritana sull'attività artistica ed esalta il ruolo dell'artista nella creazione della cultura americana. C'è chi legge in Brooks, con favore, una visione dell'artista come leader della riforma sociale in America.
A tal proposito Brooks scrisse:
A partire dalla pubblicazione di The Ordeal of Mark Twain (1920), in cui Brooks attribuisce il fatalismo di Twain a una colpa infantile, molti critici lo accusano di ricorrere a concetti psicanalitici in modo incompetente e di utilizzare dati dubbi.
Nel 1925, Brooks ha un esaurimento nervoso che lo rende infermo per alcuni anni. Guarito, scrive articoli in cui invoca un ritorno della letteratura americana agli ideali umanistici di Ralph Waldo Emerson, in aperto antagonismo con la novità del Modernismo di James Joyce, Ezra Pound e T. S. Eliot. La sua fortuna critica tramonta.
Abitò a lungo nella località di Bridgewater (Connecticut), che costruì in suo onore un'ala della biblioteca locale.
Nel 1944, il settimanale Time gli dedicò la copertina.

## Opere
- 1905: Verses by Two Undergraduates (con John Hall Wheelock)
- 1908: The Wine of the Puritans: A Study of Present-Day America
- 1913: The Malady of the Ideal: Senancour, Maurice de Guérin, and Amiel
- 1914: John Addington Symonds: A Biographical Study
- 1915: The World of H. G. Wells
- 1915: America's Coming of Age
- 1920: The Ordeal of Mark Twain
- 1925: The Pilgrimage of Henry James
- 1925: Henry Thoreau, Bachelor of Nature (di Leon Bazalgette, traduzione di Van Wyck Brooks)
- 1932: The Life of Emerson
- 1934: Three Essays on America
- 1936: The Flowering of New England, 1815-1865 (Makers and Finders)
- 1940: New England: Indian Summer, 1865-1914 (Makers and Finders)
- 1941: Opinions of Oliver Allston
- 1941: On Literature Today
- 1944: The World of Washington Irving (Makers and Finders)
- 1947: The Times of Melville and Whitman (Makers and Finders)
- 1948: A Chilmark Miscellany
- 1952: The Confident Years: 1885-1915 (Makers and Finders)
- 1952: Makers and Finders: A History of the Writer in America, 1800-1915
- 1953: The Writer in America
- 1954: Scenes and Portraits: Memoirs of Childhood and Youth (autobiografia)
- 1955: John Sloan: A Painter's Life
- 1956: Helen Keller: Sketch for a Portrait
- 1957: Days of the Phoenix: The Nineteen-Twenties I Remember (autobiografia)
- 1958: The Dream of Arcadia: American Writers and Artists in Italy, 1760-1915
- 1958: From a Writer's Notebook
- 1959: Howells: His Life and World
- 1961: From the Shadow of the Mountain: My Post-Meridian Years (autobiografia)
- 1962: Fenollosa and His Circle: With Other Essays in Biography
- 1965: An Autobiography
- 1970: The Van Wyck Brooks—Lewis Mumford Letters